# Drusus schmidi
Drusus schmidi är en nattsländeart som beskrevs av Lazar Botosaneanu 1960. Drusus schmidi ingår i släktet Drusus och familjen husmasknattsländor. Inga underarter finns listade i Catalogue of Life.